# Timo Bernhard
Timo Bernhard (Homburg, 24 febbraio 1981) è un pilota automobilistico tedesco, che corre per il team Porsche.

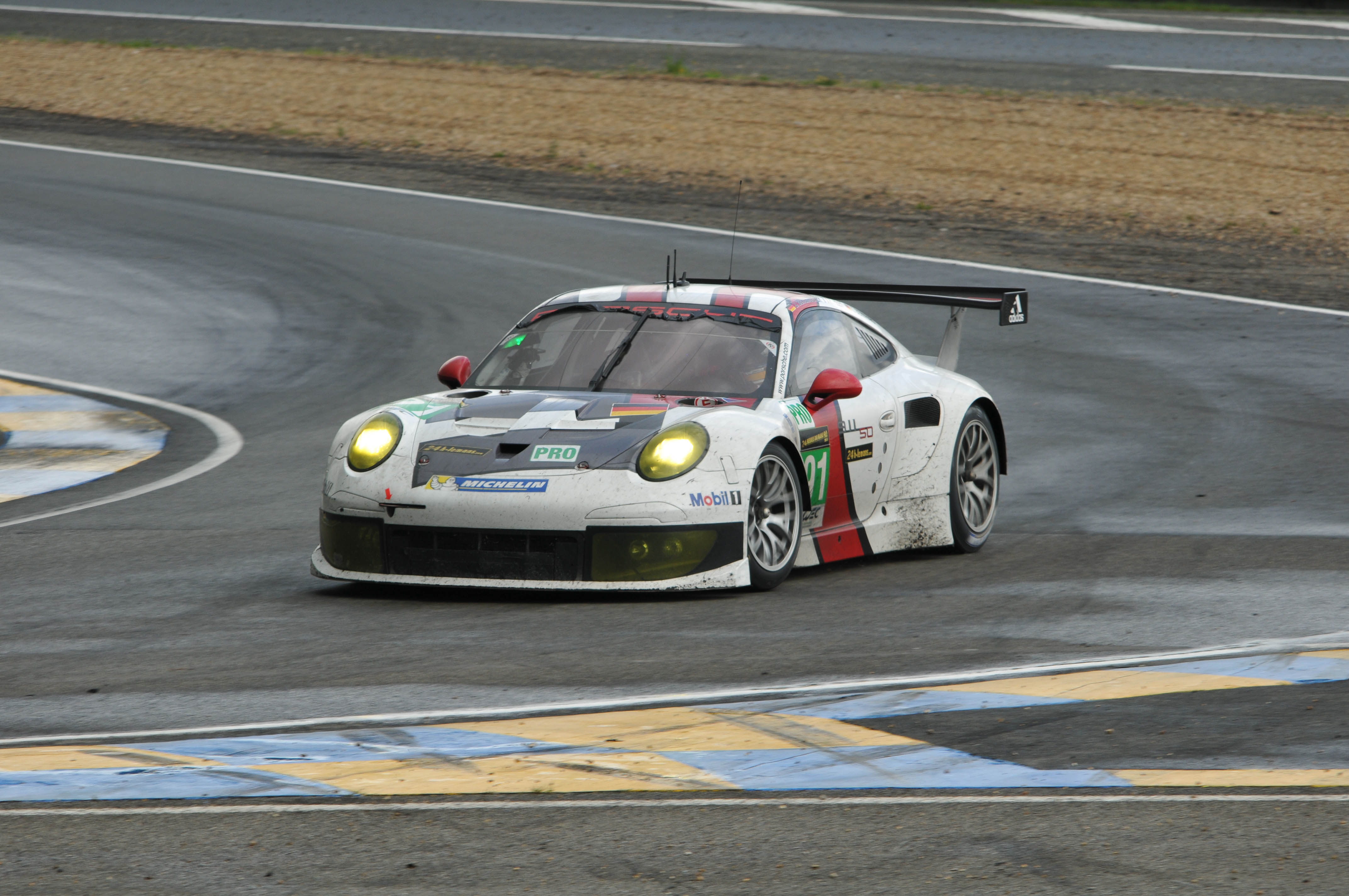
La Porsche 911 RSR di Bernhard alla 24 ore di Le Mans 2013

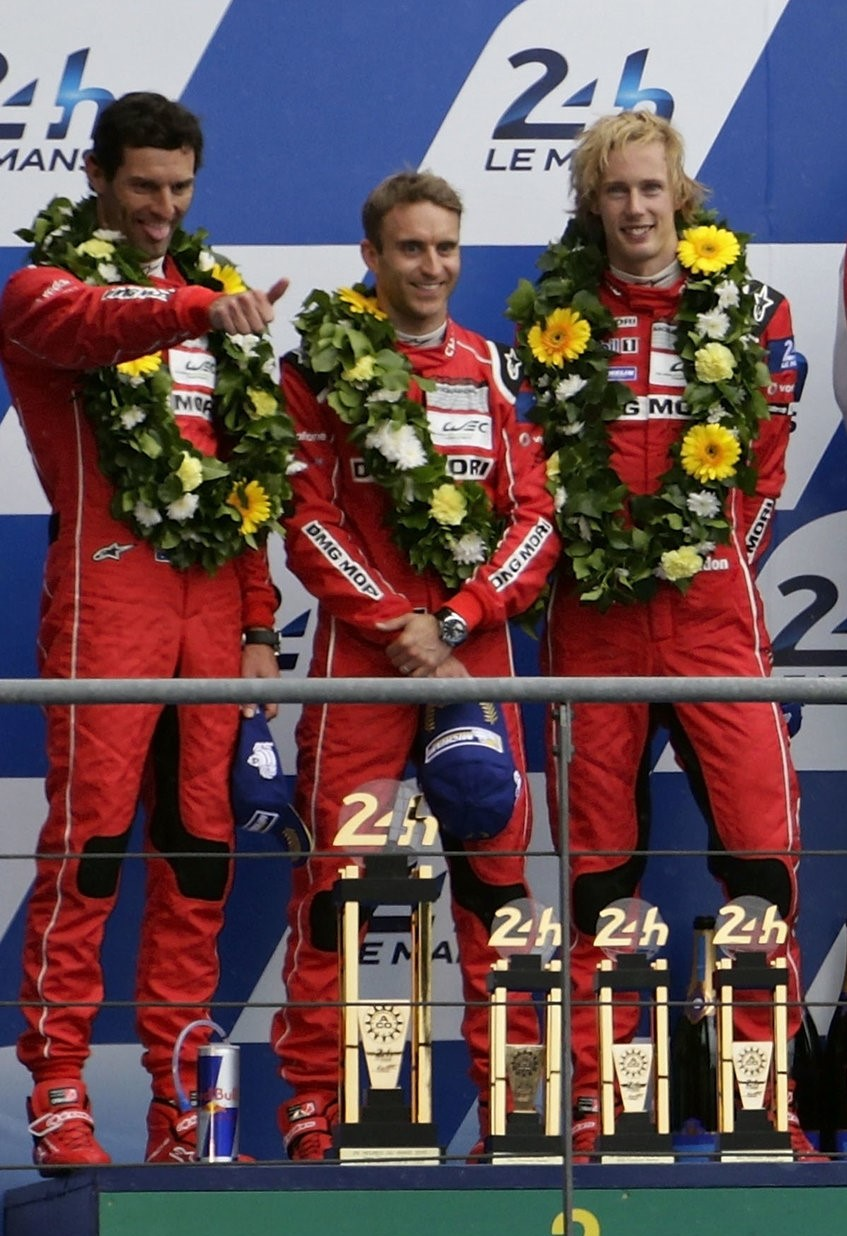
Webber, Bernhard e Hartley alla premiazione della 24 ore di Le Mans 2015

Ha corso per il Team Penske ed è stato pilota dell'Audi per eventi selezionati nel 2009 e nel 2010. Ha anche corso per il team CytoSport nella stagione 2010 della American Le Mans Series (ALMS). Ha partecipato dal 2002 al 2018 alla 24 ore di Le Mans, vincendo nel 2002, 2010 e 2017. Ha vinto il campionato del mondo Endurance Champion nel 2015 e 2017.
Il 29 giugno 2018 ha fatto registrare il giro record assoluto del Nürburgring Nordschleife
a bordo di una Porsche 919 Hybrid Evo con un tempo di 5:19.546, battendo il precedente record stabilito da Stefan Bellof nel 1983 con una Porsche 956.

## Riconoscimenti
- FIA Hall of Fame 2019[2]